# Picrosia cabreriana
Picrosia cabreriana là một loài thực vật có hoa trong họ Cúc. Loài này được A.G.Schulz miêu tả khoa học đầu tiên năm 1944.